# صابر بن فرج
صابر بن فرج (انگلیسی: Saber Ben Frej؛ زادهٔ ۳ ژوئیهٔ ۱۹۷۹) بازیکن فوتبال اهل تونس است.
از باشگاه‌هایی که در آن بازی کرده‌است می‌توان به باشگاه فوتبال ستاره ساحلی و باشگاه فوتبال لو مان اشاره کرد.
وی همچنین در تیم ملی فوتبال تونس بازی کرده‌است.